# إدغار غيلمر دوسن
إدغار غيلمر دوسن (بالإنجليزية: Edgar Gilmer Dawson)‏ هو محامي أمريكي، ولد في 6 مارس 1830، وتوفي في 24 أبريل 1883.